# Ángel Luis Catalina
Ángel Luis Catalina Hernández (Mairena del Aljarafe, Sevilla, España, 31 de octubre de 1975), conocido simplemente como Ángel Luis, es un exfutbolista español que jugaba de centrocampista. Actualmente es el Director deportivo del Deportes Tolima de la Categoría Primera A de Colombia.

## Trayectoria

### Como jugador
Jugó en el filial del Real Betis, llegando a debutar en la temporada 1994-95 de la Segunda División B. Desarrolló su carrera posteriormente en los clubes de Los Palacios, Dos Hermanas, Melilla, Mallorca "B", Castellón, Lleida, Los Barrios y su última campaña se dio en 2011 con el Alcalá.
Como jugador ocupaba la demarcación de centrocampista, siendo de un corte más defensivo.

### Como director deportivo
Inició sus estudios en la Universidad de Granada y obtuvo una diplomatura de educación física en 2006. Ganó su licencia de entrenador avalada por la Real Federación Española de Fútbol en ese mismo año, donde en dicha institución más tarde alcanzó ser apto para director deportivo en gestión de entidades deportivas, esto en 2012. Amplió el aprendizaje en 2019 como estudiante de la Universidad Francisco de Vitoria y se convirtió en especialista universitario en dirección de equipos. Finalmente, pasó por la Universidad de Valladolid en el manejo de datos a gran escala.
Trabajó como ojeador a partir de marzo de 2009 en la Unión Deportiva Almería. En 2011 se integró al Real Betis Balompié ejerciendo como coordinador de la academia juvenil. Al año siguiente fue movido a ojeador del equipo profesional y secretario técnico.
El 29 de junio de 2014, se confirma que Ángel Luis dejaría el Betis para volver a Almería y asumir un puesto en la comisión deportiva y tener tareas de ojeador así como de secretario técnico, finalizando su relación con el equipo en 2017. Sus siguientes experiencias se dieron como coordinador del Real Valladolid y Real Betis.
El 20 de mayo de 2021, fue presentado como director deportivo del Saprissa de Costa Rica.
El 27 de mayo de 2025, fue presentado como director deportivo del Deportes Tolima de Colombia.

## Estadísticas

### Clubes
Actualizado a fin de carrera deportiva.
| Real Betis Balompié "B" España                                                              |               |               |     |   |   |     |     |   |
| 3.ª                                                                                         | 1994-95       | 3             | 0   | — | — | 3   | 0   |   |
| Total club                                                                                  | Total club    | 3             | 0   | — | — | 3   | 0   |   |
| U. D. Los Palacios España                                                                   |               |               |     |   |   |     |     |   |
| 4.ª                                                                                         | 1995-96       | ?             | ?   | — | — | ?   | ?   |   |
| 4.ª                                                                                         | 1996-97       | ?             | ?   | — | — | ?   | ?   |   |
| Total club                                                                                  | Total club    | ?             | ?   | — | — | ?   | ?   |   |
| Dos Hermanas C. F. España                                                                   |               |               |     |   |   |     |     |   |
| 4.ª                                                                                         | 1997-98       | ?             | ?   | — | — | ?   | ?   |   |
| Total club                                                                                  | Total club    | ?             | ?   | — | — | ?   | ?   |   |
| U. D. Melilla España                                                                        |               |               |     |   |   |     |     |   |
| 3.ª                                                                                         | 1998-99       | 42            | 0   | — | — | 42  | 0   |   |
| Total club                                                                                  | Total club    | 42            | 0   | — | — | 42  | 0   |   |
| R. C. D. Mallorca "B" España                                                                |               |               |     |   |   |     |     |   |
| 3.ª                                                                                         | 1999-00       | 13            | 0   | — | — | 13  | 0   |   |
| Total club                                                                                  | Total club    | 13            | 0   | — | — | 13  | 0   |   |
| C. D. Castellón España                                                                      |               |               |     |   |   |     |     |   |
| 3.ª                                                                                         | 2000-01       | 5             | 0   | 2 | 0 | 7   | 0   |   |
| Total club                                                                                  | Total club    | 5             | 0   | 2 | 0 | 7   | 0   |   |
| U. E. Lleida España                                                                         |               |               |     |   |   |     |     |   |
| 3.ª                                                                                         | 2001-02       | 11            | 0   | 2 | 0 | 13  | 0   |   |
| Total club                                                                                  | Total club    | 11            | 0   | 2 | 0 | 13  | 0   |   |
| U. D. Melilla España                                                                        |               |               |     |   |   |     |     |   |
| 3.ª                                                                                         | 2001-02       | 13            | 0   | — | — | 13  | 0   |   |
| 3.ª                                                                                         | 2002-03       | 31            | 0   | — | — | 31  | 0   |   |
| 3.ª                                                                                         | 2003-04       | 34            | 0   | — | — | 34  | 0   |   |
| 3.ª                                                                                         | 2004-05       | 22            | 0   | 1 | 0 | 23  | 0   |   |
| 3.ª                                                                                         | 2005-06       | 10            | 0   | — | — | 10  | 0   |   |
| 3.ª                                                                                         | 2006-07       | 1             | 0   | — | — | 1   | 0   |   |
| Total club                                                                                  | Total club    | 111           | 0   | 1 | 0 | 112 | 0   |   |
| U. D. Los Barrios España                                                                    |               |               |     |   |   |     |     |   |
| 4.ª                                                                                         | 2006-07       | ?             | ?   | — | — | ?   | ?   |   |
| 4.ª                                                                                         | 2007-08       | 30            | 1   | — | — | 30  | 1   |   |
| Total club                                                                                  | Total club    | 30            | 1   | — | — | 30  | 1   |   |
| C. D. Alcalá España                                                                         |               |               |     |   |   |     |     |   |
| 4.ª                                                                                         | 2008-09       | 35            | 1   | — | — | 35  | 1   |   |
| 4.ª                                                                                         | 2009-10       | 38            | 0   | — | — | 38  | 0   |   |
| 3.ª                                                                                         | 2010-11       | 37            | 0   | 2 | 0 | 39  | 0   |   |
| Total club                                                                                  | Total club    | 110           | 1   | 2 | 0 | 112 | 1   |   |
| Total carrera                                                                               | Total carrera | Total carrera | 325 | 2 | 7 | 0   | 332 | 2 |
| (1) Incluye datos de la Copa del Rey (2000-10). (2) No incluye goles en partidos amistosos. |               |               |     |   |   |     |     |   |